# Goliat (Bijbel)

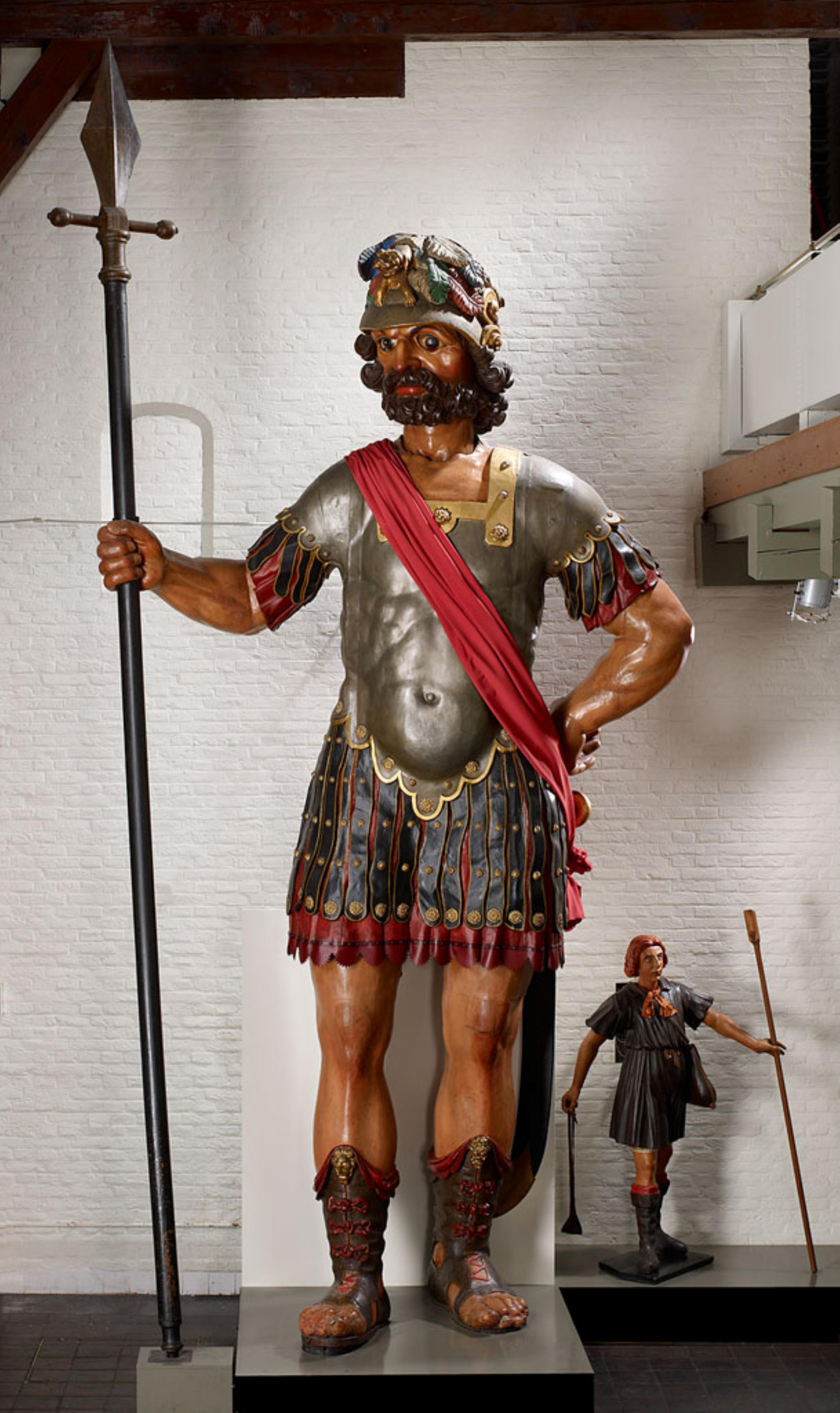
17e-eeuwse beeldengroep van David en Goliath bij het Amsterdam Museum.

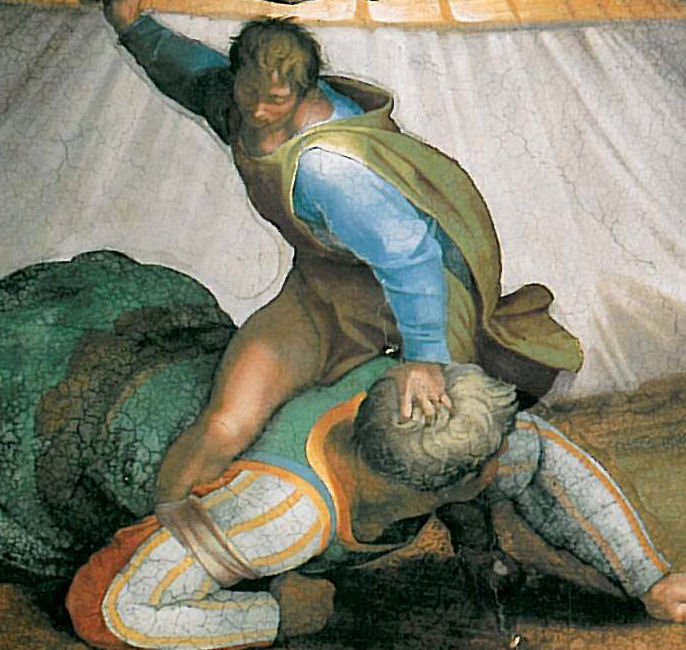
David en Goliath, Michelangelo

Goliat of Goliath (Hebreeuws גָּלְיָת, Goljat, mogelijk afgeleid van een leenwoord dat "groot" of "reusachtig" betekent) uit Gat was volgens de traditie in de Hebreeuwse Bijbel de Filistijnse reus uit het spreekwoordelijk geworden verhaal over David tegen Goliat, tijdens de regeringsperiode van koning Saul. De uitspraak "David tegen Goliat" duidt tegenwoordig op een situatie waarbij een zwakkere of kleinere underdog een veel grotere en sterkere tegenstander verslaat.

## David tegen Goliat
In 1 Samuel 17:31-54 wordt verteld hoe de reus Goliat door David verslagen werd. Goliat stond tussen de beide legers in om het Israëlitische leger uit te dagen tot een tweegevecht tussen hem en een Israëlitische kampioen, in plaats van een groot gevecht tussen de twee legers (waarbij aan beide zijden zware verliezen zouden vallen). Als Goliat in een tweestrijd de Israëlitische kampvechter zou verslaan, zouden de Israëlieten zich moeten overgeven en omgekeerd. 40 dagen achter elkaar spotte Goliat zo met het Israëlitische leger, want niemand durfde het tegen hem op te nemen.
Op de veertigste dag bond de herdersjongen David echter de strijd met hem aan, in naam van JHWH en alleen gewapend met een slinger. Hij velde Goliat met een steen tegen het voorhoofd. Hierna onthoofdde David Goliat met diens eigen zwaard. Het hoofd bracht hij naar Jeruzalem, de wapens naar zijn tent. Een aantal jaren later werd het zwaard in een heiligdom bewaard, want toen nam de voortvluchtige David het zwaard van Goliat uit het heiligdom van Nob mee, omdat hij niet over zijn eigen zwaard kon beschikken (1 Samuel 21:10; 22:10).

## Beschrijving van de reus Goliat
Goliat was ongeveer zes ellen en een span lang, meer dan 2,85 meter. Handschrift 4QSam a en twee handschriften van de Septuagint noemen een lengte van 4 ellen en een span, dus iets meer dan 1,75 meter. Het is mogelijk dat er een fout in de Masoretische Tekst geslopen is en dat 4QSam a en de Septuagint-handschriften de correcte getallen bewaard hebben.
Goliat droeg een koperen helm en scheenbeschermers en torste een zwaar koperen schild en een enorm zwaard met zich mee. Bovendien had hij een speer met een schacht zo groot als de boom van een weefgetouw en een punt die 600 sikkelen ijzer woog (zo'n 6,8 kg) en droeg hij een schubachtig pantser of een maliënkolder van 5000 sikkelen koper (zo'n 57 kg).
Het verhaal heeft een aanwijzing dat de lengte van Goliat in latere versies werd overdreven: toen David vragen stelde waarom niemand de strijd met Goliat wilde aanbinden, werd hij bij Saul gebracht en zei David dat hij het gevecht tegen Goliat wilde aangaan. Saul reageerde: "Maar je kunt hem toch onmogelijk aan. Jij bent nog een jongen en hij is al van jongs af aan gewend om te vechten" (1 Samuel 17:31-33). Als Goliat werkelijk reusachtig lang was, zou de natuurlijke reactie zijn: "Jij kunt hem niet aan, want hij is drie meter lang!" Saul maakt geen verwijzing naar Goliats lengte of zijn uitrusting, maar alleen naar zijn militaire training.

## David of Elchanan
Volgens het bekende verhaal in 1 Samuel 17 werd Goliat door David gedood, maar
in 2 Samuel 21:19 staat dat Goliat gedood werd door Elchanan, de zoon van Jari uit Bethlehem. Ook hier is Goliat een reus en heeft hij een speer die zo groot is als een boom van een weefgetouw. Het lijkt dus om dezelfde persoon te gaan. Deze Elchanan is verder niet bekend. Het kan moeilijk om een alternatieve naam van David gaan.
In 1 Kronieken 20:5 staat dat Elchanan niet Goliat, maar Lachmi, de broer van Goliat, versloeg. Dat is dus niet in strijd met 1 Samuel 17. Ook hier is sprake van een speer ter grootte van een boom van een weefgetouw, wat erop kan duiden dat Lachmi net als zijn broer Goliat een reus was. De naam Lachmi is misschien afgeleid van het tweede deel van de term beit-ha’lahmi, "Bethlehemiet". 
De King James Version schrijft in 2 Samuel 21:19 dat Elchanan de broer van Goliat versloeg.
Cursivering geeft aan dat de woorden door de vertaler zijn toegevoegd. King James heeft daarmee de discrepantie verholpen aan de hand van 1 Kronieken 20.
Andere Bijbelcommentators vermoeden dat Goliat geen persoonsnaam was, maar een titel of algemene aanduiding van een grote of vermaarde krijger. Er zijn ook commentators die denken dat de strijd tussen Goliat en Elchanan authentiek is en achteraf aan de veel beroemdere David werd toegeschreven. David en Elchanan hadden gemeen dat ze uit Bethlehem kwamen.

## De vader van Elchanan
De tekst in 2 Samuel bevat een overduidelijke fout in de naam van de vader van Elchanan: in de grondtekst staat Jari-Oregim. Oregim betekent "weversboom", een woord dat kennelijk door een verschrijving is ontstaan; hetzelfde woord staat een paar woorden verder ook.

## Goliats verwonding en val
De Hebreeuwse Bijbel beschrijft dat Goliat voorover stortte nadat Davids projectiel hem in het voorhoofd trof (1 Samuel 17:49). Dit geeft meerdere moeilijkheden. Allereerst bedekten Filistijnse helmen het voorhoofd, soms zelf inclusief de neus. Waarom zou David juist op dat stuk hebben gemikt en met welke kracht moest hij wel niet slingeren om zowel de helm als het dikke voorhoofdsbeen te doordringen? En waarom viel Goliat hierna voorover, nadat hij getroffen was door een projectiel dat zwaar genoeg was om hem tegen te houden? De Britse rabbijn Jonathan Magonet denkt dat het antwoord kan worden gevonden in verwarring tussen de Hebreeuwse woorden מֵ֫צַח (mêṣaḥ, "voorhoofd") en מִצְחַת (miṣḥaṯ, "scheenplaat"), het flexibele deel van de wapenrusting dat het onderbeen beschermde en dat wordt genoemd in 1 Samuel 17:6. Grammaticaal kan het in vers 49 gebruikte woord een verbuiging van beide woorden zijn en dat zou erop kunnen duiden dat Davids projectiel achter Goliats scheenplaat neerkwam toen zijn been gebogen was, waardoor hij zijn been niet meer kon strekken en naar voren toe omviel. Hierna sneed David Goliats hoofd af en liet allen zien dat hij de reus had gedood.

## Griekse invloeden?
De wapenrusting van Goliat in 1 Samuel 17 lijkt meer op een typisch Griekse wapenrusting uit de 6e eeuw v.Chr. dan een Filistijnse wapenrusting uit de 10e eeuw v.Chr. Ook de verhaallijn van het beslechten van een oorlog door twee kampvechters komt meer overeen met de Griekse Homerische hymnen (Ilias) dan die van het oude Nabije Oosten. Het aanduiden van Goliat als een איש הביניים, "man van het tussenin" (een bekend vertaalprobleem bij het vertalen van 1 Samuel 17), lijkt een leenconstructie te zijn van het Griekse man van het metaichmion (μεταίχμιον), dat wil zeggen de ruimte tussen twee tegenover elkaar geplaatste legerkampen waar een kampioenenstrijd zou plaatsvinden.
In de Ilias (geschreven tussen 760–710 v.Chr.) staat een verhaal dat sterk lijkt op het verhaal van David tegen Goliat. Hierin verslaat de jonge Nestor de reus Ereuthalion. Beide reuzen beschikten over een onderscheidend wapen: Ereuthalion een ijzeren strijdknots, Goliat een massief bronzen speer. Beiden kwamen in volle wapenrusting tussen de twee legers in om alle strijders van de tegenstander uit te dagen. In beide gevallen durfde geen van de uitgedaagde soldaten de strijd aan, maar werd de uitdaging aangenomen door een jongeling, de jongste van hun familie (Nestor was de twaalfde zoon van Neleus, David de zevende of achtste zoon van Isaï). In beide gevallen zei een ouder en meer ervaren vaderfiguur de jongen dat hij te jong en onervaren was (Nestors vader, Davids beschermheer Saul), maar in beide gevallen ontvingen de jongelingen goddelijke hulp en lieten de reuzen spartelend op de grond achter. Nestor kwam te voet en nam de strijdwagen van zijn tegenstander mee, David kwam ook te voet en nam het zwaard van Goliat mee. De vijandelijke legers vluchtten hierna, de overwinnaars joegen hen achterna en overwonnen hen, keerden terug met hun lijken en de jonge helden werden geprezen door het volk.

## Wetenswaardigheden
- In verscheidene steden, zoals bijvoorbeeld Lier en Dendermonde, werden reuzen gebouwd in de gedaante van Goliath.